# Regnitzlosau
Regnitzlosau è un comune tedesco di 2 580 abitanti, situato nel land della Baviera.

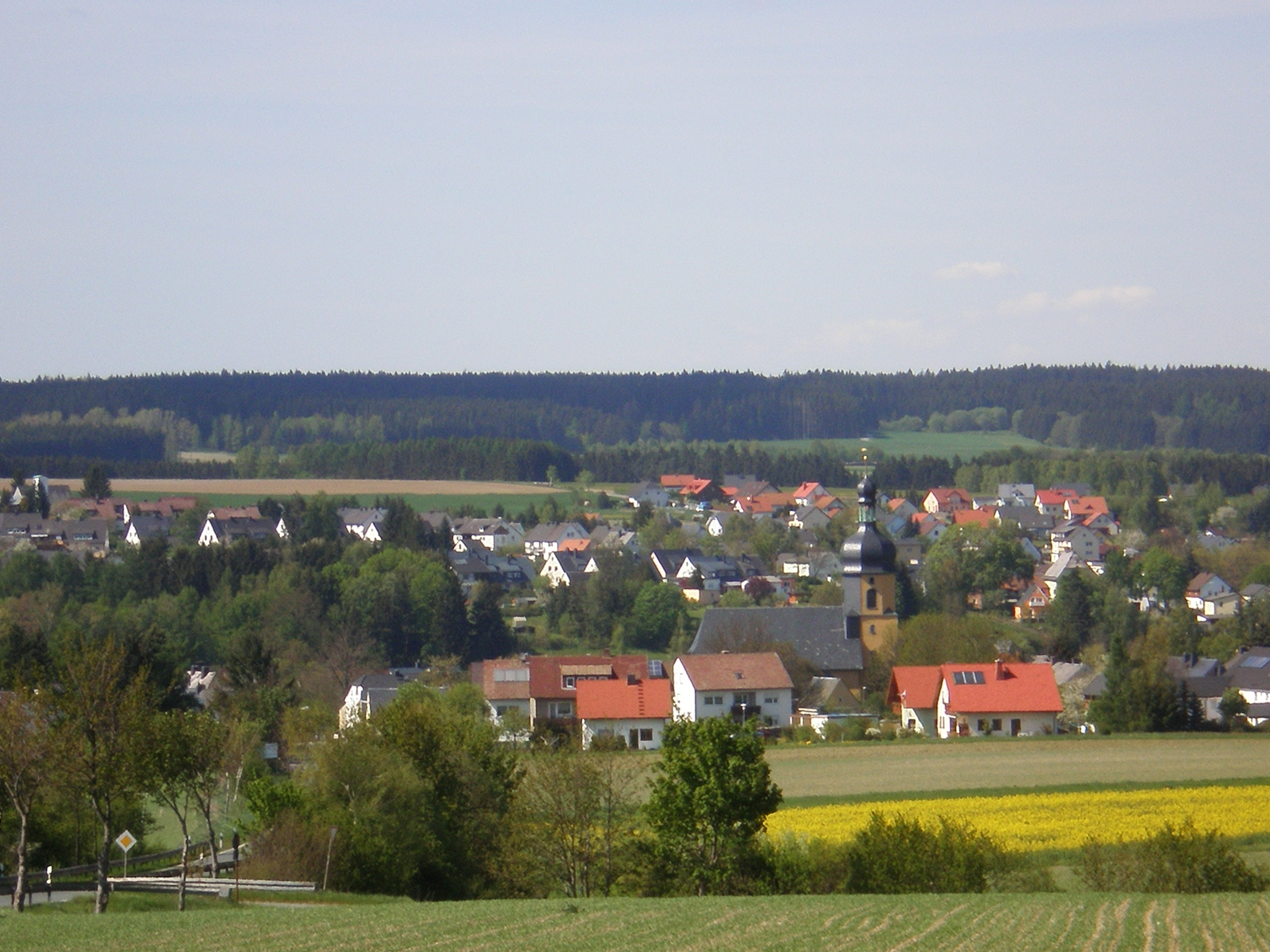
Regnitzlosau del sud